# کلاته نو (کاخک)
کلاته نو روستایی در دهستان کاخک بخش کاخک شهرستان گناباد استان خراسان رضوی ایران است.

## جمعیت
بر پایه سرشماری عمومی نفوس و مسکن در سال ۱۳۹۵ جمعیت این روستا ۹۳ نفر (۳۱خانوار) بوده‌است.